# Gare de Galway
La gare de Galway est la gare ferroviaire de qui dessert la ville de Galway dans le comté de Galway en Irlande.

## Histoire
La gare, ouverte le 1er août 1851, a permis à la ville d'être reliée directement par le rail à Dublin.